# Gretchen Dutschke-Klotz
Gretchen Dutschke-Klotz (Oak Park, Chicago, 1942. március 3. – ) Németországban élő amerikai író, a korábbi baloldali diákaktivista, Rudi Dutschke özvegye.

## Élete

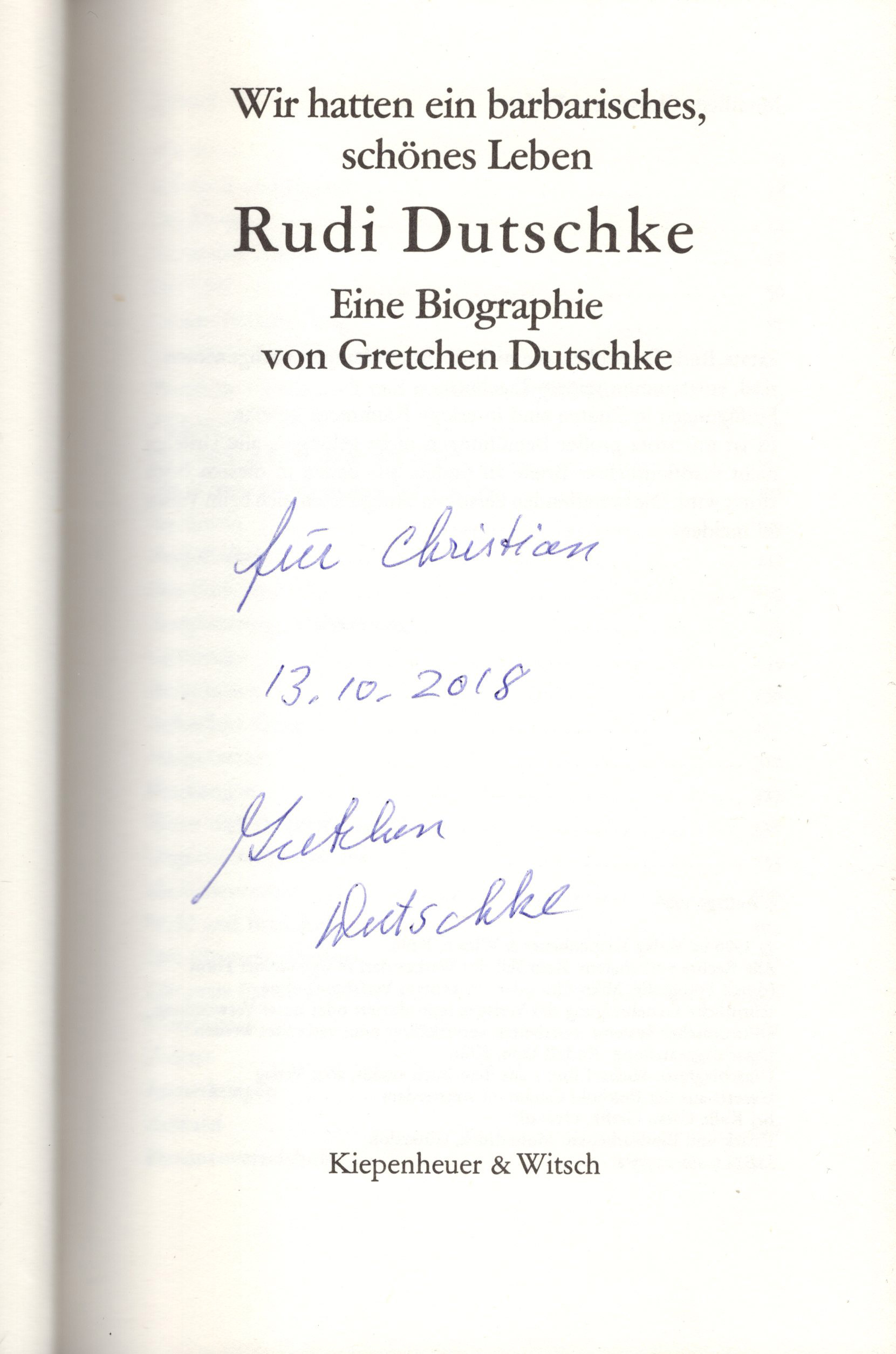
A Barbár, gyönyörű életünk dedikált példánya

Gretchen Klotz néven született az Illinois állambeli Oak Parkban. A Wheaton College-ban teológiát hallgatott. 1964-ben Antwerpenbe érkezett egy teherhajó fedélzetén. Münchenbe költözött, hogy a Goethe Intézet programjában németül tanuljon. 1964 nyarán Nyugat-Berlinbe utazott, ahol megismerkedett a baloldali diákvezérrel, Rudi Dutschkéval. 1966-ban összeházasodtak. Három gyerekük született: Hosea Che, Polly Nicole és Rudi-Marek. Férje oldalán részt vett az 1968-as diákmozgalmakban, kiállt a nemi egyenjogúság mellett. Közreműködött az első politikailag motivált németországi kommuna, a Kommune I létrehozásában.
1968 áprilisában egy jobboldali aktivista, Josef Bachmann merényletet követett el Dutschke ellen. A diákvezér súlyosan megsebesült, újra meg kellett tanulnia beszélni, ezekben a hónapokban felesége ápolta. Dutschke 1979-ben – a sebesülése szövődményeként fellépő epilepsziás roham miatt – vízbe fulladt. Gretchen Dutschke-Klotz 1985-ben visszaköltözött az Amerikai Egyesült Államokba. 2010 óta ismét Németországban él.
1996-ban jelent meg a Rudi Dutschkéról írt életrajza, a Wir hatten ein barbarisches, schönes Leben (Barbár, gyönyörű életünk). 2003-ban közreadta férje naplóját, amelyet Dutschke 1963 és 1979 között vezetett. Ezek alapján készült a 2009-es Dutschke című film. 2018-ban  jelent meg a Worauf wir stolz sein dürfen (Amire büszkék lehetünk) című könyve. Ebben saját életére és az 1968-as eseményekre emlékezik vissza.

## Publikációk
- Rudi Dutschke. Wir hatten ein barbarisches, schönes Leben. Eine Biographie. Kiepenheuer und Witsch, Köln 1996, ISBN 978-3-462-02573-6.
- Kiadóként: Rudi Dutschke: Jeder hat sein Leben ganz zu leben. Die Tagebücher 1963–1979. Kiepenheuer und Witsch, Köln 2003, ISBN 978-3-442-73202-9.
- 1968. Worauf wir stolz sein dürfen.  Kursbuch Kulturstiftung gGmbH, Hamburg 2018, ISBN 978-3-961-96006-4.[6]